# THE NURSE
ザ・ナース（英語：the NURSE）は、日本のハードコア・パンクバンドである。

## 基本情報
別名：NURSE ／ナース
出身地：日本／東京
ジャンル：パンク／ハードコア／オルタナティブ／ロック
活動期間：1982~1984, 2015,2016
レーベル：ADK Records

## メンバー
NEKO（ボーカル）／KEIKO（ベース）／TATSU（ギター）／EURO（ドラム）
旧メンバー：
- ミチル（ギター）
- サッチャン（ギター）
- ユキミ（ドラム）
- さとえ（ドラム）

＊サポートメンバー
- TAM（ギター）
- PILL（ドラム）

## 経歴

### THE NURSE結成
1982年に現役高校生のNEKOを中心にして結成。NEKOがPUNK雑誌[DOLL]にメンバーを募集をしたところから始まったと言われている。世界初の女性ハードコアバンドとして注目を集めたことが後からわかる。
日本ハードコア界の黎明期の渦中に花開く。
1983年、デビューギグは、G.I.S.M主催の新宿にある「キモノマイハウス」。
それを皮切りに、「新宿JAM」、「目黒鹿鳴館」、1984年法政大学での「東京バトルDAYS」等。
当時の対バンは、G.I.S.M、あぶらだこ、THE EXECUTE、THE COMES、GAUZE、GHOUL、LIP CREAM、奇形児、THE WILLAD…..等。
1983年発売の1stソノシートは当時THE EXECUTEのボーカルのBAKI (GASTUNK)がプロデュース。
1984年発売の2ndEPは当時スターリンのギターのTAMプロデュース。2ndのギターは当時高校生のTATSUが加入（その後TATSUは、DEDCOPS、GASTUNKへ）。ドラムは当時THE EXECUTE在籍中のEUROで、その後サポートメンバーとしてLIP CREAMのドラムのPILLが参加（1984年法政大学での東京バトルDAYS時）。
2011年、SSレコーズから過去の作品に未発表ライヴ17曲を追加した全30曲入CDリリース。
2015年『一夜限りのTHE NURSE』、2016年『一夜限りのTHE NURSE大阪編』を開催。
2017年、イギリスのLA VIDA ES UN MUSからLPを発売。即完売。
2021年、”GUCCIの100周年記念映像にTHE NURSEの楽曲が起用される。

### NEKO（ボーカル）のその後
NEKOはTHE NURSE休止後、DED COPSの初代ボーカルとして鹿鳴館ライブなどにも出演。
NEKOはTHE NURSE在籍時より芸能界からのスカウト多く受け、芸能事務所へ所属、元夏目雅子のマネージャーが付く。テレビコマーシャル（崎陽軒の焼売）や、大映系のドラマ「青い瞳の聖ライフ」（丹波哲郎、梶芽衣子、鈴木博満、大沢逸美などと共演）にレギュラー出演。その頃、所属事務所から当時THE ROCKERSの陣内孝則の作曲でデビューの話や石井聰亙「爆裂都市BURST CITY」を持ちかけられるが断ったとのこと。
1986年からエジプト・カイロにある国立民族舞踊団へ留学。後、REIKAと言う名でダンスアーティストへと転向し、エジプト・アラブ舞踊研究所を設立。エジプト・アラブ舞踊とベリーダンスの日本のパイオニアとして、様々な舞台、国際交流イベント、CM振付（たかの友梨ビューティークリニック）などで活躍。
2001年、創作舞踊作品オスカーワイルド原作・没後100年「サロメ～七つのヴェイルの踊り」日本の文化庁後援でイギリス王立劇場に招聘される。
2011年、震災直後にギターのTATSUと再会し、SSレコーズからCDリリースへと続く。
その後2011年11月、ex.LAUGHIN'NOSE、ex,あぶらだこのドラムMARU、あぶらだこのベースのHIROSHIと再会し、二人が演っていたD・O・Tのボーカルとして加入。アラビアンハードコアという唯一無二のスタイルで、disk UNION ANKH recordsよりアルバムを３枚リリース。2013年[Desert Of Tomorrow]、2014年[a hardcore date with neko]GAUZEのMOMORINがギターで参加、2017年[BIRDS EYE VIEW]

●2015年12月11日 NEKOの誕生日に高円寺Club Missionn’sに於いてD・O・T Presents [YALLAH BINA vol.8 ]『一夜限りのTHE NURSE』開催。
1984年当時のメンバー、vo.NEKO 、gu.TATSU、dr. EUROに、ba.HIROSHI(あぶらだこ、D・O・T ）を迎えたメンバー。他出演は　BAKI(GASTUNK,MOSQUITO SPAIRAL)、TATSU'S DEEP BLUES
●2016年3月20日　KING COBRAに於いて、『一夜限りのTHE NURSE大阪編』を開催。
他出演は、SHI、ROAD WARRIORS ,TATSU’S DEEP ELUES
●Big NEWS!! Japanese PunkのTHE NURSEの快挙！”GUCCIの100周年記念映像にTHE NURSEの楽曲が起用される！
2021年10月世界的に有名なハイブランドのGUCCIがブランド創設100周年を祝して ＃Gucci100 広告キャンペーンを開始。100年間の音楽、ジャズ、ジャパニーズパンク、アフロビート、ディスコ、ヒップホップの5つの中に選ばれ、エラ・フッツジエラルドの後にTHE NURSEの2nd [TIME LIMIT］1984年の音源が使用されている。The GUCCI 100campaign
クリエイティブディレクション#AlessandroMichele、撮影 @Joshua__Woods、
アート・ディレクション #ChristopherSimmonds。

## ディスコグラフィー[1]
●1983年 [THE NURSE]　INCEST RECORDS　1stソノシート
＜収録曲＞
SIDE-A
ナース
金持ち
鏡
気狂い病院
SIDE-B
欲望
ANGEL DUST
またたび
●1984年 [NURSE !!]　ADKレコード　7インチ
＜収録曲＞
ナース
赤い月
RIDUCURE
またたび
TIME LIMIT
●2011年8月30日「THE NURSE 1983-1984」SSレコーズ　CD発売
前2作に未発表ライヴ17曲を追加した全30曲入CD
＜収録曲＞
01.ナース
02.金持ち
03.鏡
04.気狂い病院
05.欲望
06.ANGEL DUST
07.またたび
08.DEPRESSIO
09.またたび
10.赤い月
11.リレキュラー
12.TIME LIMIT
13.ナース
14.ナース
15.金持ち
16.鏡
17.気狂い病院
18.欲望
19. DEPRESSIO
20.ANGEL DUST
21.またたび
22.赤い月
23.金持ち
24.TIME LIMIT
25.気狂い病院
26.リレキュラー
27.鏡
28.ANGEL DUST
29.またたび
30.ナース
01-08:1st FLEXI「ナース」1983
09-13:2nd EP「NURSE Ⅱ」1984
14-21:Live at JAM 1983
22-30:Live at JAM 1984
●2017年　[DISCOGRAPHY1983-1984] (BLACK VINYL)イギリス
DISCOGRAPHY1983-1984 (BLACK VINYL)(GREEN VINYL)
NURSE ナース
LA VIDA ES UN MUS DISCOS / UK / LP(レコード) / MUS111 / 1007587838 / 2018年03月12日
LA VIDA ES UN MUS DISCOS 国(Country) UK フォーマット LP(レコード)
規格番号 MUS111 通販番号 1007407905 発売日 2017年05月29日 EAN 2299990371644
商品詳細情報
80年代ハードコア黎明期を代表する女性4人組バンド"ナース"のディスコグラフィーLPがイギリスのLA VIDA ES UN MUSから登場!1983年INCEST RECORDSリリースのソノシート、1984年ADK RECORDSリリースの7インチが収録。全13曲入り。
＜収録曲＞
A1.ナース
A2.金持ち
A3.鏡
A4.気狂い病院
A5.欲望
A6.Angel Dust
A7.またたび
A8.Depression
B1.またたび
B2.赤い月
B3.リレキュラー
B4.Time Limit
B5.ナース